# Charles Jesse
El Reverendo Charles Jesse (1897 - 1985) es el autor de los versos de Hijos e hijas de Santa Lucía, los cuales fueron musicalizados por Leton Felix Thomas en 1967 para convertirlos en el himno nacional de Santa Lucía, la cual se ubica al norte de San Vicente y las Granadinas y al sur de la Martinica, en aguas del Mar Caribe.
Jesse fue también autor de varios libros de historia acerca de su país. Entre sus obras sobresalen Outlines of Saint Lucia's History (ISBN 976-8119-00-4) y History of the Town and District of Vieux Fort.

## Enlaces relacionados
- Lista de himnos nacionales
- Cultura de Santa Lucía